# Château de Vassel
Le château de Vassel est une maison forte située à Vassel, dans le département français du Puy-de-Dôme.

## Généralités
Le château est situé au centre du village de Vassel, dans le département du Puy-de-Dôme, en région Auvergne-Rhône-Alpes, en France.

## Historique
En 1433, l'évêque de Clermont interdit à son vassal de transformer son manoir, entouré d'une simple clôture, en maison forte protégées par des douves.
Le château est mentionné en 1450 comme possession de Bertrand de Vassel, issu d'une famille noble possédant une partie de la seigneurie de Vertaizon. 
Vers 1573, le château possède encore ses éléments défensifs : 4 tourelles d'angle, fossés et avant-cour qui seront endommagés lors des guerres de Religion, et en 1671, il est encore entouré d'un fossé, qui sera présent jusqu'au début du XIXe siècle.
La tourelle d'escalier du XVe siècle du château est classé au titre des monuments historiques par arrêté du 27 janvier 1917, le reste du château (décors peints sur les plafonds et les parois, le mur d'enceinte et les jardins) est quant à lui inscrit par arrêté du 11 juillet 2016.

## Description
Le château est en forme de « L », produite par deux bâtiments. Le bâtiment ouest abrite, au nord, le vestige d'une tourelle d'angle, et au sud, la tourelle d'escalier protégée. Cette tourelle possède des fenêtres surbaissées avec chanfrein, corbeaux en saillie et linteaux d'ornementation. La porte est également surbaissée avec chanfrein et surmonté d'un arc en ogive, et son tympan est décoré (crochets de pinacles, écusson, animal, ...),. 
Les murs et percements des différentes façades du reste du château ont été réalisés à différentes époques sans planification précise.
À l'intérieur, quelques éléments anciens subsistent : cheminées, plafond à poutrelles apparentes, quelques menuiseries d'époque Louis XIII.

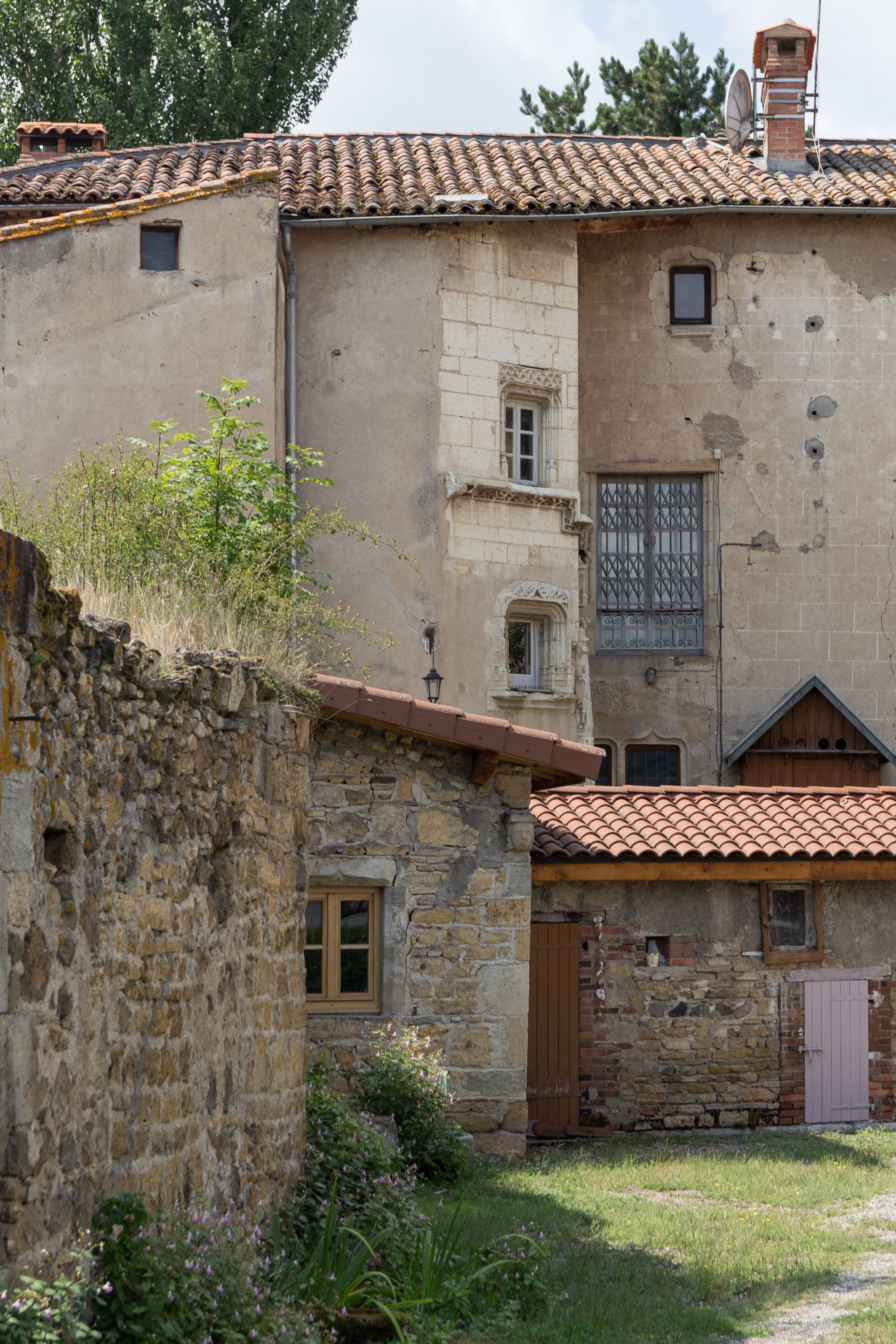
Tourelle classée du château
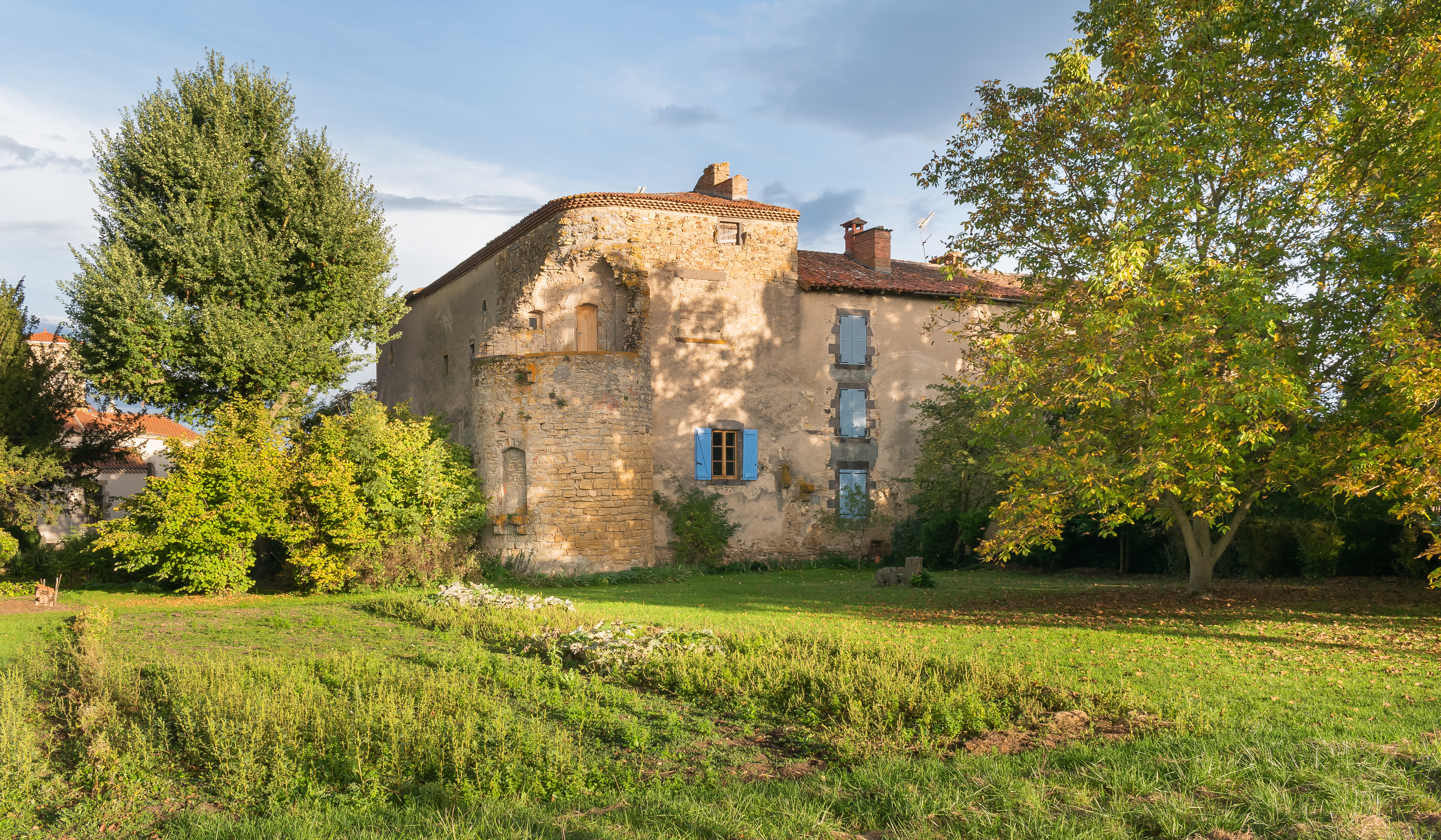
Vestige de tourelle défensive du château